# Blanks
Blanks, artiestennaam van Simon de Wit (Vleuten-De Meern, 19 april 1997), is een Nederlands musicus, youtuber en cultureel ondernemer.
Blanks woont in de stad Groningen. Hij studeerde Informatiekunde aan de Rijksuniversiteit Groningen. Zomer 2018 ging hij viraal met zijn eighties versie van Better Now van de Amerikaanse zanger Post Malone. In januari 2020 werd Blanks verkozen tot Beste Artiest tijdens het door Eurosonic Noorderslag georganiseerde Popgala Noord. In oktober 2021 verscheen zijn eerste debuutalbum Nothing Lasts Forever and That’s OK. In 2022 was hij deelnemer aan het vijftiende seizoen van het programma Beste Zangers.

## Jeugd en opleiding
Blanks groeide op in het Drentse 2e Valthermond en Groningse Harkstede en ging naar de basisschool in Zandberg. Hij haalde zijn vwo-diploma aan de vrije school in Groningen, het Parcival College. Aansluitend studeerde hij Informatiekunde (BSc en MSc) aan de Rijksuniversiteit Groningen. Rond zijn twaalfde ging hij op gitaarles. Later volgden ook zangles en pianoles. Filmen, editen, schrijven en produceren leerde hij zichzelf met behulp van YouTube-video's.

## Carrière

### YouTube
Blanks begon in 2013 met een eigen YouTubekanaal. Onder de naam Music by Blanks plaatst hij verschillende muziekvideo's. In januari 2019 bereikte hij op dit kanaal 1 miljoen abonnees, waarvoor hij een Gold Creator Award ontving uit handen van presentator Beau van Erven Dorens in diens talkshow Beau op RTL4.
In de eerste jaren verscheen op het kanaal Music by Blanks voornamelijk Nederlandstalige content. Nadat zijn cover Mine van Bazzi in februari 2018 in het buitenland werd opgepikt, is Blanks volledig overgeschakeld naar Engelstalige inhoud.
Blanks bedacht meerdere concepten voor zijn YouTubekanaal:
- StyleSwap – Blanks steekt een bestaand lied in een volledig nieuw jasje, zoals de jaren 80 versie van Better Now van Post Malone. Op verzoek van dj Armin van Buuren maakte hij een Beatles-versie van het nummer Blah Blah Blah.[15]
- One Hour Song Challenge (OHSC) – Blanks vraagt zijn volgers op Instagram van welk lied hij binnen een uur zijn eigen versie zal maken. Instrumenten, productie en vocalen voert hij zelf uit.[16] Op verzoek van SOOMPI maakte hij een OHSC van DNA van BTS.[17] Zijn OHSC van Bad Guy van Billie Eilish leverde hem in één week 100.000 nieuwe abonnees op.[4]
- Story Sessions – Met zijn volgers op Instagram schrijft Blanks een lied waarbij hij tijdens het schrijven om input en feedback van zijn volgers vraagt. Zo wordt het schrijven deels interactief en ontstaat er een song waar volgers van over de hele wereld het schrijfproces hebben kunnen meebeleven.[18] Voor de videoclip van het op deze wijze geschreven Wave hebben Blanks’ volgers vanuit de hele wereld videofragmenten aangeleverd.
- Blanks Invites – Bij dit concept gaat Blanks een samenwerking aan met een andere artiest. Ze plannen een sessie en schrijven samen een lied waarbij het schrijfproces gefilmd wordt. Blanks schreef voor dit concept onder andere met Sheppard, Alfie Templeman, Dayglow, San Holo en Benny Sings.
- Making Vlog Music – Blanks schrijft op eigen initiatief muziek voor vloggers waar hij graag naar kijkt waarbij hij de sfeer van de vlog probeert te pakken in zijn muziek.

### Eigen muziek
In 2016 deed Blanks mee met Giels Talentenjacht. Samen met zijn broer en een vriend schreef hij in opdracht liedjes. Van de ruim duizend deelnemers kwamen ze tot de laatste vijfentwintig.
2019
Sinds februari 2019 brengt Blanks eigen muziek uit, waarin hij zijn voorliefde voor muziek uit de jaren tachtig laat horen. Zijn debuutsingle Don't Stop verscheen in februari 2019 en behaalde de playlist van NPO Radio 2. Opvolger Wave behaalde eveneens de playlist van NPO Radio 2 alsmede NPO 3FM. In juli 2019 werd Wave verkozen tot 3FM Megahit en Blanks tot 3FM Talent. Voor Serious Request schreef Blanks in december 2019 het themanummer Everything's Changing.
2020
Vanwege de wereldwijde coronapandemie werd een Amerikaanse tournee na één optreden geannuleerd.
2021
Blanks' single What You Do to Me verscheen op 12 februari 2021 en werd Harde Schijf bij Radio 538 tijdens het radioprogramma De Coen en Sander Show. Op 29 oktober 2021 kwam zijn debuutalbum Nothing Lasts Forever and That's OK uit.
2022
In januari 2022 trad hij op bij Eurosonic Noorderslag en is hij genomineerd voor de Music Moves Europe Award (voorheen EBBA). Op 13 januari 2022 werd zijn nummer OK to Cry van zijn album Nothing Lasts Forever and That’s OK een radio hitje. En 28 januari 2022 wordt het nummer uitgeroepen tot 3FM Megahit. Op 20 januari 2022 werd tijdens de Music Moves Europe Awards Ceremony bekendgemaakt dat Blanks een MMA Award had gewonnen. In juni 2022 verscheen een deluxe versie van Nothing Lasts Forever and That’s OK. In de zomer 2022 speelde Blanks op verschillende festivals waaronder Paaspop en Concert at Sea. In oktober 2022 toerde Blanks, samen met St. Lucia door Amerika.
2023
In januari 2023 stond Blanks op Eurosonic Noorderslag in zijn 'hometown' Groningen. In maart speelde hij tijdens een clubtournee door Nederland. Hij schreef mee aan verschillende nummers van het debuutalbum van Pommelien Thijs Per Ongeluk. In september 2023 toerde Blanks met zijn band door Europa. Net als in 2019, 2021 en 2022 treedt Blanks in december 2023 op bij Serious Request van 3FM.
2024
Dit jaar werd er veel geschreven en geproduceerd voor en met andere (internationale) artiesten waaronder jet van der steen, Pommelien Thijs, MEAU, X!NK, Azahriah e.a. Blanks treedt op in het voorprogramma van Azahriah in Budapest waar ze hun samen geschreven nummer ten gehore brengen. In de laatste twee maanden van 2024 toerde Blanks met band met zijn 'So It Begins Tour' door Amerika, Europa en Nederland. In Nederland trapte hij af in zijn woonplaats Groningen.

### Cultureel ondernemer
Blanks heeft zijn eigen platenlabel Excited About Music. Zijn protegé MEAU, wier muziek wordt uitgebracht op dit label, bestormde eind 2021 de Nederlandse en Vlaamse hitlijsten met Dat heb jij gedaan. Samen met zijn management richtte hij een bedrijf voor talentbegeleiding op 97PM. Daarin neemt hij de artistieke kant voor zijn rekening. Blanks heeft een online-cursus Music Production & Songwriting ontworpen.
In november 2022 won Excited About Music (Simon de Wit, Marcel Duzink en Pieter Kleinhout) de STOMP Young Achievement Award 2022.
In 2023 komt de Nederlandse speelfilm uit waarin Blanks een kleine rol speelt in de film Goodbye Stranger.
In de zomer van 2023 werkte hij mee als hulpcoach van Pommelien Thijs aan The Voice Kids in België.

## Discografie
| Titel                                   | Jaar |
| --------------------------------------- | ---- |
| Pictures                                | 2017 |
| Better Now                              | 2018 |
| Blah Blah Blah                          | 2018 |
| Don't Stop                              | 2019 |
| Wave                                    | 2019 |
| Let's Get Lost                          | 2019 |
| Higher                                  | 2019 |
| Bittersweet                             | 2019 |
| Everything's Changing                   | 2019 |
| Sweaters                                | 2020 |
| Favorite Nightmare                      | 2020 |
| Dance Alone                             | 2020 |
| Silly People                            | 2020 |
| Oh No                                   | 2020 |
| Stranger                                | 2020 |
| What You Do to Me                       | 2021 |
| Turn Around                             | 2021 |
| Classic Armstrong                       | 2021 |
| Never Have I Ever                       | 2021 |
| I’m Sorry                               | 2021 |
| OK to Cry                               | 2021 |
| Lost in the Moment                      | 2022 |
| Home Without a Heart                    | 2022 |
| In My Feelings                          | 2022 |
| Amor Amor Amor (Beste Zangers)          | 2022 |
| Now I Know What Love Is (Beste Zangers) | 2022 |
| One in a Million (Beste Zangers)        | 2022 |
| It'll Be Fine (Beste Zangers)           | 2022 |
| Your Love Is All I Got (Beste Zangers)  | 2022 |
| Jeanny (Beste Zangers)                  | 2022 |
| Heel Jou (Beste Zangers)                | 2022 |
| Circle of Life (Beste Zangers)          | 2022 |
| Breathe In Breathe Out                  | 2023 |
| What You Got (Ayo)                      | 2023 |
| Nobody Knows                            | 2023 |
| Not Scared Anymore                      | 2023 |
| Find Myself Again                       | 2023 |
| Love Situation (911)                    | 2023 |
| Love Situation (911) Sped Up            | 2024 |
| Where Did The Time Go (FITB)            | 2024 |
| Heart On Fire (FITB)                    | 2024 |
| Hopes Up High (FITB)                    | 2024 |
| We're Gonne Be Okay                     | 2024 |
| Don't Be Afraid (met Azahriah)          | 2025 |
| That's What I Love About You            | 2025 |

| Soort | Titel                                        | Jaar |
| ----- | -------------------------------------------- | ---- |
| EP    | Cheap Sodas and Ice Cream Kisses             | 2020 |
| Album | Nothing Lasts Forever and That’s OK          | 2021 |
| Album | Nothing Lasts Forever and That's OK (Deluxe) | 2022 |
| EP    | And So It Begins                             | 2023 |